# Troy Wells
Troy Wells (19 juni 1984) is een Amerikaans wielrenner en veldrijder die in het verleden één seizoen uitkwam voor TIAA-CREF. Anno 2011 rijdt hij individueel.
Wells deed tweemaal met succes mee aan Amerikaanse kampioenschappen veldrijden. In 2004 en 2005 bij de beloften. In 2004 werd hij nog derde, maar in 2005 wist hij wel kampioen te worden.

## Overwinningen
2005
- Amerikaans kampioen veldrijden, Beloften

2008
- Jingle Cross Rock #1

## Grote rondes
Geen